# Carlos Secretário
Carlos Secretário (né le 12 mai 1970 à São João da Madeira) est un footballeur portugais qui évoluait au poste de défenseur latéral, devenu par la suite entraîneur.

## Biographie
Carlos Secretário passe la majorité de sa carrière au Futebol Clube do Porto. 
Il joue également pour le Real Madrid et la sélection nationale du Portugal (35 sélections et 1 but entre 1994 et 2001).
En juin 2015, il devient entraîneur de l'Union sportive Lusitanos Saint-Maur, promu en CFA2.
Le 1er juin 2018, il est nommé entraîneur de l'US Créteil-Lusitanos. Le 18 décembre 2020, il quitte le club en raison d'un problème de santé.

## Carrière

### Joueur
- 1984-1985 :  AD Sanjoanense (formation)
- 1985-1986 :  Sporting Portugal (formation)
- 1986-1988 :  FC Porto (formation)
- 1989-1989 :  Gil Vicente
- 1989-1991 :  FC Penafiel
- 1991-1992 :  FC Famalicão
- 1992-1993 :  Sporting Braga
- 1993-1996 :  FC Porto
- 1996-1997 :  Real Madrid
- 1997-2004 :  FC Porto
- 2004-2005 :  FC Maia

### Entraîneur
- 2007-2008 :  FC Maia
- 2008-2009 :  AD Lousada
- 2009-2010 :  FC Arouca
- fév. 2012-2015 :  SC Salgueiros
- 2015-2017 :  US Lusitanos Saint-Maur
- 2017-2018 :  FC Cesarense
- depuis 2018 :  US Créteil-Lusitanos

## Palmarès

### En club
- Champion du Portugal en 1995, 1996, 1998, 1999, 2003 et en 2004 avec le FC Porto
- Champion d'Espagne en 1997 avec le Real Madrid
- Vainqueur de la Coupe du Portugal en 1994, 1998, 2000, 2001 et en 2003 avec le FC Porto
- Vainqueur de la Supercoupe du Portugal en 1994, 1995, 1998, 1999, 2001 et en 2003 avec le FC Porto

### En équipe du Portugal
- 35 sélections et 1 but entre 1994 et 2001
- Participation au Championnat d'Europe des Nations en 1996 (1/4 de finaliste) et en 2000 (1/2 de finaliste)